# JR-Freight-Baureihe EF200
Die Klasse EF200 (jap. EF200形, EF200-gata) ist eine Gleichstromelektrolokomotive mit der Achsfolge Bo’Bo’Bo’, die seit 1992 von JR Freight für den Güterverkehr in Japan eingesetzt wird.

## Übersicht
Die Baureihe EF200 wurde entwickelt, um die Elektrolokomotiven der Klasse EF66 im schweren Güterzugdienst auf der Tōkaidō-Hauptlinie und der Sanyo-Hauptlinie westlich von Tokio zu ersetzen. Sie ist mit sechs 1.000 kW-(1.300 PS)-FMT2-Fahrmotoren ausgestattet, womit eine Gesamtleistung von 6.000 kW (8.000 PS) erreicht wird. Die Lokomotive wurde jedoch als überspezifiziert und unnötig teuer angesehen und der Auftrag wurde nach der Lieferung von 20 Serienlokomotiven beendet. Die anschließend beschaffte Baureihe EF210 wurde zur Standardkonstruktion zur Beförderung von Güterzügen auf der Tokaido-Hauptlinie und der Sanyo-Hauptlinie. Ursprünglich entwickelt, um 1.600-t-Güterzüge zu ziehen, musste, aufgrund von Problemen unzureichender Stromversorgungskapazitäten der Fahrleitungen, die Baureihe EF200 zunächst auf eine Last von 1.200 t beschränkt werden.

## Einsatz
Im Jahr 2012 umfasste die EF200-Flotte 20 Lokomotiven (EF200-901 und EF200-2 – 20), stationiert im Suita Depot in Osaka. In erster Linie wurden sie für den Einsatz vor 1.300-t-Güterzügen westlich von Tokio auf der Tokaido- und der Sanyo-Hauptlinie verwendet.

## Varianten
- EF200-900: Prototyp-Lokomotive EF200-901, gebaut 1990
- EF200-0: Serienlokomotiven EF200-1 – 20, gebaut 1992–1993

## Geschichte

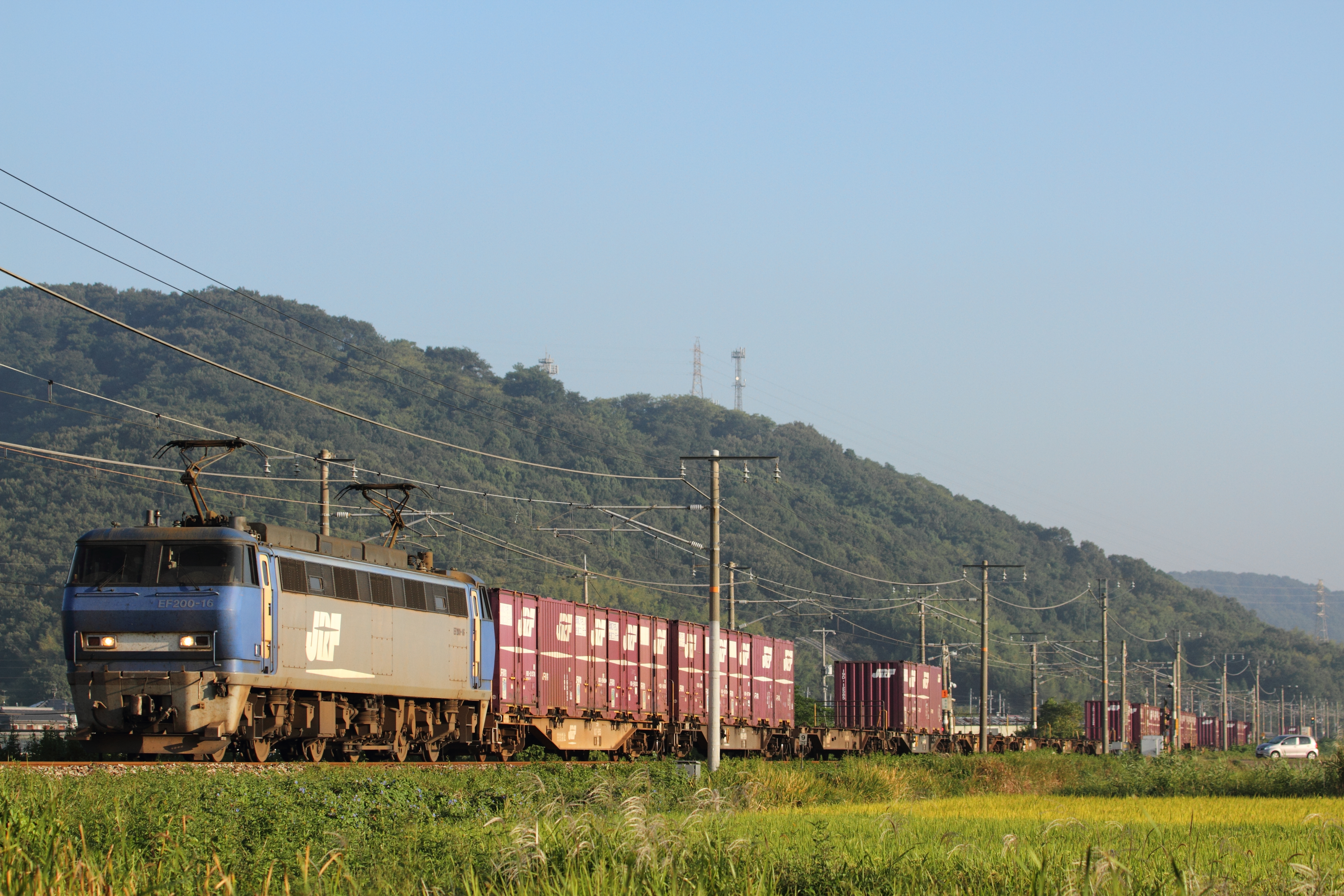
EF200-4 in ursprünglicher Farbgebung, Dezember 2013

Die Prototyp-Lokomotive, EF200-901, wurde im März 1990 für umfangreiche Tests ausgeliefert. Die ersten Serienlokomotiven wurden 1992 an das Shin-Tsurumi Depot in Tokio geliefert und ab dem Sommer des Jahres auf der Tōkaidō-Hauptlinie und der Sanyo-Hauptlinie eingesetzt. Im Jahr 1992 wurde die  Baureihe EF200 mit dem Laurel Prize, der jedes Jahr vom Japan Railfan Club vergeben wird, ausgezeichnet.
Am 1. April 1999, wurde die gesamte Baureihe von Shin-Tsurumi in Tokio ins Suita Depot in Osaka überführt.
Zwischen 2006 und 2009 wurde die gesamte EF200-Flotte in der Farbgebung, die für die Lokomotiven der neueren Baureihe EF210 verwendet worden war, neu lackiert. EF200-901 wurde 2007 neu lackiert.
2007 wurde die Leistung der Lokomotiven gedrosselt, um der Leistung der älteren Lokomotiven der Baureihe EF66 zu entsprechen. Im Jahr 2011 wurde eine Lokomotive der Baureihe EF200, die EF200-1, ausgemustert.